# Dorohîcivka, Zalișciîkî
Dorohîcivka (în ucraineană Дорогичівка) este o comună în raionul Zalișciîkî, regiunea Ternopil, Ucraina, formată numai din satul de reședință.

## Demografie
Componența lingvistică a comunei Dorohîcivka
     Ucraineană (100%)
Conform recensământului din 2001, toată populația comunei Dorohîcivka era vorbitoare de ucraineană (100%).